# یودای اونو
یودای اونو (انگلیسی: Yūdai Ōno؛ زادهٔ ۲۶ سپتامبر ۱۹۸۸) بازیکن بیسبال اهل ژاپن است.
از باشگاه‌هایی که در آن بازی کرده‌است می‌توان به اژدهایان چونیچی اشاره کرد.